# Польова вулиця (Київ, Солом'янський район)
Польова́ ву́лиця — вулиця в Солом'янському районі міста Києва, місцевість Караваєві дачі. Пролягає від Борщагівської вулиці до вулиці Августина Волошина.
Прилучаються вулиці Верхньоключова, Нижньоключова, Дашавська, Залізнична, Вадима Гетьмана та Яблонської.

## Історія
Вулиця виникла на початку XX століття і складалася з двох вулиць: Щедрінської, ймовірно, на честь російського письменника-сатирика М. Є. Салтикова-Щедріна і Різдвяної. У 1944–1958 роках — частина Новопольової вулиці, у 1958 році приєднана до вже наявної на той час Польової вулиці, що в 1981 році була знову виділена в самостійну вулицю під назвою вулиця Академіка Янгеля. Після цього Польова вулиця набула сучасних меж. Між Верхньоключовою і Нижньоключовою вулицями наявна перерва у проляганні вулиці.

## Забудова
Житлові будинки на Польовій вулиці знаходяться, переважно, на непарному боці вулиці — це рештки старовинної малоповерхової забудови Караваєвих дач, трапляються будинки початку XX століття. З парного боку переважає промислова забудова та офісні будівлі.

## Установи
- Центр фізичного виховання та спорту НТУУ «КПІ» (буд. № 38/1)
- Київський завод зварювального обладнання (буд. № 24)
- Український інститут меблів (буд. № 21)